# سیلوان آرشامبو
سیلوان آرشامبو (فرانسوی: Sylvain Archambault‎؛ زادهٔ ۲۷ فوریهٔ ۱۹۶۴) کارگردان تلویزیونی و کارگردان فیلم اهل کانادا است.
از فیلم‌هایی که وی در آن‌ها نقش داشته‌است، می‌توان به بوسه فرانسوی و پیشه: میان زمین و آسمان اشاره نمود.